# سوق الأحد (ترهونة)

سوق الأحد، إحدى بلديات مدينة ترهونة الليبية، وتعتبر المنطقة بوابة المدينة الشمالية والشمالية الغربية حيث تحدها منطقة القره بوللي شمالا وسوق الخميس امسيحل من ناحية الشمال الغربي. يوجد بالمنطقة مقر بلدية سوق الأحد ترهونة ويوجد بها جامعة الزيتونة (ترهونة) التي كانت تعرف باسم جامعة ناصر الأممية كما يوجد بالمنطقة معسكر كبير هو معسكر سوق الأحد والذي جرت حوله مناوشات خلال شهر أغسطس 2015 انتهت بسيطرة كتائب مسلحة من مدينة ترهونة (بلدية ترهونة المركز) تساندها مجموعات من اللجنة الامنية المشتركة وبعض الكتائب من خارج المدينة على المعسكر ونهبه كما سبق وأن حدثت مناوشات بين أهالي المنطقة وكتائب تتبع اللجنة الأمنية العليا بطرابلس سنة 2012.

## سكان المنطقة
ينتمي سكان المنطقة في أغلبهم إلى قبائل ترهونة المتمثلة في قبيلة الحمادات بتفرعاتها (حمادات وادي الأبيتر - حمادات وادي سرط)، وقبيلة الدراهيب، وقبيلة المزاوغة وقبائل أخرى من مدينة ترهونة.

## التعليم
يوجد بالمنطقة فرع لجامعة الزيتونة (ترهونة) - المعروفة باسم جامعة ناصر الأممية، يتضمن عدّة كليات، منها: كلية الآداب والتربية بأقسامها (الإعلام - الإدارة التعليمية - التربية وعلم النفس - مكتبة ومعلومات - العلوم الاجتماعية)، وكلية الاقتصاد والعلوم السياسية بأقسامها (الإدارة - المحاسبة - العلوم السياسية)، وكلية الهندسة بأقسامها (الهندسة المدنية - هندسة الحاسب الآلي - الهندسة الكهربائية والإلكترونية - الهندسة الميكانيكية)، وكلية اللغات بأقسامها (اللغة العربية - اللغة الإنجليزية) وكلية القانون وكلية العلوم بأقسامها (العلوم البيئية - العلوم الزراعية - علوم الحاسب الآلي - التقنية الحيوية).

## البنية التحتية
يوجد بالمنطقة مشروع سكني إلى جانب المساكن الشعبية بالمنطقة

## الرياضة
يوجد بالمنطقة ناد رياضي واحد هو نادي الإشراق الرياضي بسوق الأحد تأسس سنة 1979 و أعيد إشهاره سنة 2022

## شخصيات من المنطقة
1- المجاهد المبروك المنتصر هو أحد قادة الجهاد ضد الاحتلال الإيطالي وأحد أبرز الرجال الوطنيين في ليبيا شارك في معارك عديدة في ترهونة وطرابلس وما حولهما أهم هذه المعارك معركة الهاني ومعركة الشقيقة معركة عين زارة ومعركة بير ترفاس معركة أبو عرقوب سافر إلى مصر بعد إعادة احتلال إيطاليا للمدينة 
2- عبد العاطي الطبيب نائب بالبرلمان الليبي في العهد الملكي عن دائرة ترهونة 
3- عبد الخالق الطبيب محافظ طرابلس 1968-1969
4- خليفة الطبيب مجاهد ليبي من مواليد فم ملغة - سوق الاحد
الممثل أحمد عمران الغزيوي من الممثلين الأولين على الساحة الليبية ولديه العديد من المسرحيات والمسلسلات 

### وصلات خارجية
- اشتباكات في مدينة ترهونة - العالم اليوم
- أخبار الحدث
- جامعة الزيتونة ليبيا
- المركز الوطني لضمان جودة واعتماد المؤسسات التعليمية والتدريبية - جامعة الزيتونة ومقرها
- الطريق المؤدي إلى سوق الأحد من بوابة الشرطة العسكرية فم ملغة

‌